# Notre-Dame in Flammen
Notre-Dame in Flammen (Originaltitel: Notre-Dame brûle) ist ein Filmdrama von Jean-Jacques Annaud, das im März 2022 in die französischen Kinos kam. Der Film stellt den Brand von Notre-Dame in Paris 2019 nach und verwendet zudem Aufnahmen, die Annaud von der Kathedrale hatte.

## Handlung

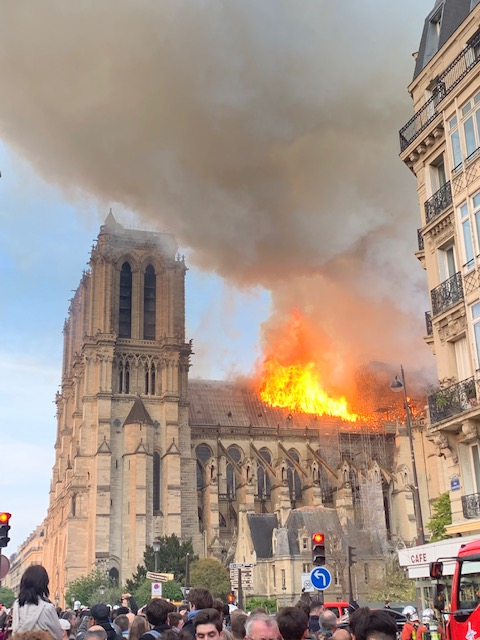
Am 15. April 2019 stand Notre-Dame in Flammen

Als am 15. April 2019 in Notre-Dame de Paris ein Feuer ausbricht, versuchen Feuerwehrleute, Männer und Frauen, unter Einsatz ihres Lebens dieses spirituelle und kulturelle Juwel, und was sich darin befindet, zu retten. Sie müssen mit ansehen, wie die Wasserspeier beginnen, Blei zu spucken, sich der Dachreiter in eine Fackel verwandelt und das Dach des Kirchenschiffs einstürzt.

## Hintergrund
Der Brand von Notre-Dame de Paris am 15. April 2019 sorgte weltweit für große Aufmerksamkeit und hatte nicht nur für die Einwohner von Paris, sondern für viele Franzosen ein kulturelles Trauma zufolge.

## Produktion

### Filmstab
„Feuer ist ein äußerst eindrucksvoller Akteur, denn es ist anmutig, wenn es darum geht, uns nachts Licht zu spenden, uns zu wärmen, und beeindruckend, wenn es uns verbrennt.“

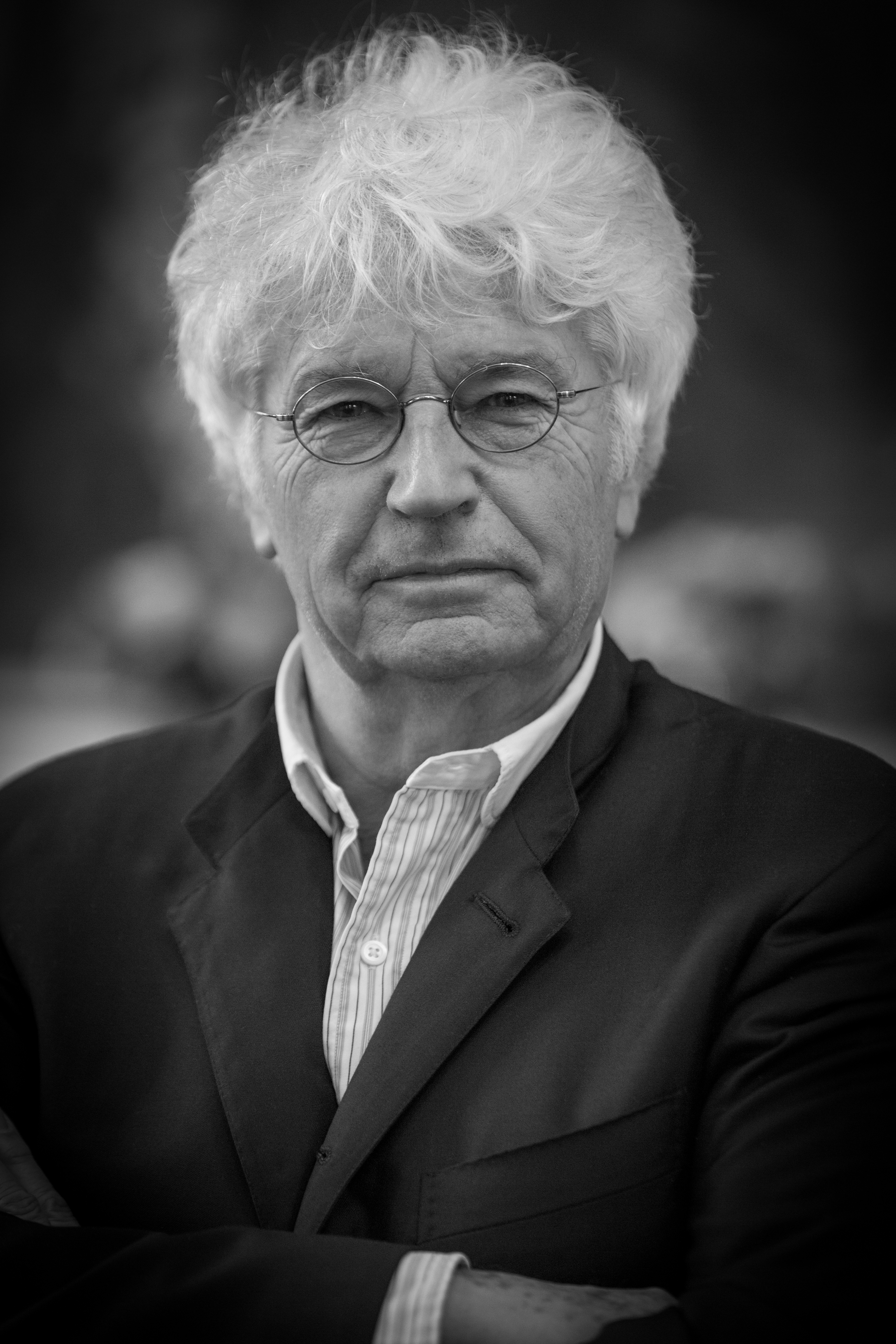
Jean-Jacques Annaud

Regie führte Jean-Jacques Annaud, der gemeinsam mit seinem langjährigen Kreativpartner Thomas Bidegain auch das Drehbuch schrieb. Über seine besondere Verbindung mit der Kathedrale erklärte der in Juvisy geborene und als Kind in Draveil, südlich von Paris, lebende Annaud, er habe gemeinsam mit seiner Mutter jeden Donnerstag eine Eisenbahnlinie genutzt, die kurz vor dem Pont Saint-Michel endete, ganz in der Nähe von Notre Dame. Er habe seine Jugend damit verbracht, Kathedralen, Kirchen und Kapellen zu fotografieren. Nicht ohne Grund habe er auch Filme wie  Der Name der Rose oder Sieben Jahre in Tibet gemacht. Es gehe in diesen zwar um zwei verschiedene Religionen, aber es gebe denselben Sinn für etwas Höheres. Auch wenn sich Annaud selbst als Atheist bezeichnet, glaube er an die Notwendigkeit der Religion, ebenso an Toleranz, und respektiere den Glauben anderer.

### Dreharbeiten
Als Kameramann fungierte Jean-Marie Dreujou, mit dem Annaud für die meisten seiner Filme zusammenarbeitete, zuletzt für Der letzte Wolf. Die Aufnahmen entstanden an 65 Drehtagen. Teilweise kamen dabei elf Kameras gleichzeitig zum Einsatz.
Wie Annaud in einem Interview ausgeführt hat, musste alles, was im Film den Flammen zum Opfer fallen sollte, aber bereits verbrannt war, noch einmal hergestellt werden. Als „Double“ für Notre-Dame nutzte Annaud die romanische Kirche Saint-Paul in Sancé, wo alle Szenen von oben herab und die Kathedrale von Bourges, wo alle Szenen von unten herauf gedreht wurden. Weitere Aufnahmen entstanden in der Basilika Saint-Denis in Paris. Einige Hintergrundaufnahmen entstanden mit Computer Generated Imagery (CGI). Außerdem verwendete Annaud Archivmaterial, Zeugenvideos und Fotos aus seinem eigenen Fotoarchiv. Einige Hintergrundaufnahmen wurden im Studio erstellt.

### Filmmusik
Die Filmmusik komponierte Simon Franglen, der seit dem Tod von James Horner die Musik für Filme von Annaud komponiert hat. Franglen konnte mit einem 70-köpfigen Sinfonieorchester und dem Londoner Tenebrae Choir arbeiten. Die englische Sopranistin Grace Davidson (* 1972) singt die Soli. Integriert hat Franglen in seinen Score das Geläut der Kathedrale von Sens. Wie er in einem Interview erklärt hat, entstand die Filmmusik wegen der Covid-19-Beschränkungen nicht während des Drehs, sondern erst im Sommer 2021 am Schneidetisch, wobei Regisseur und Komponist eng zusammenarbeiteten und das Team, das für die Soundeffekte verantwortlich war, hinzugezogen wurde. Das Soundtrack-Album mit insgesamt 26 Musikstücken wurde kurz vor dem Kinostart von Milan Records als Download veröffentlicht. Auch eine Veröffentlichung als CD ist geplant.
Am 3. November 2022 veröffentlichte das Label Milan (Sony Music Entertainment) eine Audio-CD mit der originalen Filmmusik, Länge 1:12:34.

### Veröffentlichung
Der Film kam am 16. März 2022 in die französischen Kinos, drei Jahre nach dem Brand von Notre-Dame, und verzeichnete dort an seinem ersten Wochenende rund 263.000 Besucher. Ende Juni 2022 wurde der Film beim Filmfest München gezeigt. Der Kinostart in Deutschland erfolgte am 30. Juni 2022. Im August 2022 wurde er beim norwegischen Filmfestival in Haugesund vorgestellt.

## Rezeption

### Kritiken
Von den bei Rotten Tomatoes aufgeführten Kritiken sind 82 Prozent positiv.
Die Kritiken in Deutschland fielen gemischt aus. Anke Leweke konstatiert in ihrem ausführlichen Beitrag im Deutschlandfunk, „Notre-Dame in Flammen“ erinnere von seiner Dramaturgie her an einen US-Katastrophenfilm. „Minutiös stellt der Film die Ereignisse nach, setzt die Verkettung unglücklicher Umstände, Fahrlässigkeit beim Brandschutz und die riskante Rettungsaktion der Pariser Feuerwehr in Szene“. Obwohl die aufwändig gedrehten Bilder das verheerende Ausmaß des Brandes vermitteln könnten, wirke die dramatische Musik störend. In Teilen entwickele der Film einen dokumentarischen Duktus, verwende Archivmaterial [...], allerdings führe die Fülle immer neuer Figuren dazu, dass man „endgültig die Übersicht verliert“ und kommt zu dem Fazit: „Vielleicht ruht sich hier ein Regisseur auf seinem handwerklichen Können aus, statt nach einer angemessenen visuellen und dramaturgischen Form zu suchen.“
Oliver Armknecht schreibt, im Gegensatz zu den üblichen Katastrophenfilmen verzichte Annaud darauf, einen Helden in den Mittelpunkt zu rücken. Das Drama bleibe ein „Ensemblefilm“, der das Kollektiv betont, nicht das Individuum. Das zeige sich auch bei der Bildsprache, wenn Annaud und sein Kameramann Jean-Marie Dreujou immer wieder Splitscreens verwenden. Der schnelle Wechsel von Archivaufnahmen, dem brennenden Gebäude und den herumrennenden Leuten ermüde aber und führe irgendwann zu „Abnutzungserscheinungen“. Man wartet darauf, dass da endlich mal wieder etwas vorangeht. „Die Mischung aus Archivmaterial und gespielten Szenen ist eindrucksvoll, zumal der Film die Gleichzeitigkeit und die Hektik gut betont. Mit der Zeit wird das aber auch recht anstrengend, zumal vor lauter Chaos das Narrative fehlt.“

### Auszeichnungen
César 2023
- Auszeichnung für die Besten visuellen Effekte (Laurens Ehrmann)

2022: The Movie Music International – Recognition Awards – Best Score for a Docu-Drama (Simon Franglen)